# Trystan Magnuson
Pour les articles homonymes, voir Magnuson.
Trystan Stewart Gwyn Magnuson (né le 6 juin 1985 à Vancouver, Colombie-Britannique, Canada) est un lanceur de relève droitier de baseball qui joue en Ligues majeures en 2011 chez les Athletics d'Oakland.

## Carrière
Joueur à l'Université de Louisville, à Louisville dans le Kentucky, Trystan Magnuson est un des choix de première ronde des Blue Jays de Toronto en 2007. Les Blue Jays se prévalent de ce choix reçu en compensation pour la perte sur le marché des agents libres de Ted Lilly, un lanceur ayant quitté Toronto pour signer avec les Cubs de Chicago.
Magnuson, un athlète de six pieds et sept pouces (2 mètres) amorce sa carrière en ligues mineures dans l'organisation des Jays. Lanceur partant au départ, il est dès 2009 converti en releveur.
En 2009, il fait partie de l'équipe du Canada qui remporte la médaille de bronze à la Coupe du monde de baseball 2009.
Le 17 novembre 2010, Magnuson et un autre lanceur droitier, Danny Farquhar, passent aux Athletics d'Oakland dans un échange qui amène à Toronto le voltigeur Rajai Davis.
Après un excellent début de saison 2011 chez les River Cats de Sacramento, le club-école de niveau Triple-A des Athletics dans la Ligue de la côte du Pacifique, Magnuson obtient un rappel du club d'Oakland. L'athlète canadien fait ses débuts dans les majeures le 17 mai en lançant une manche en relève sans accorder de point aux Angels de Los Angeles. Il lance 14 manches et deux tiers en neuf sorties pour Oakland en 2011 et compte 11 retraits sur des prises.
Le 4 novembre 2011, il est rapatrié par Toronto, qui offre une somme d'argent aux Athletics pour le contrat de Magnuson. Il ne revient pas dans les majeures et joue en ligues mineures jusqu'en 2013 avec des clubs affiliés aux Blue Jays.